# Julian Sierawski
Jan Kanty Julian Sierawski de Słoń, né le 13 février 1777 à Cracovie et mort le 12 juin 1849 à Neuilly-sur-Seine, est un général polonais de la Révolution et de l'Empire, qui a aussi pris part à l'insurrection polonaise de 1830-1831, à la suite de laquelle il a vécu exilé en France jusqu'à sa mort.

## Biographie

### L'insurrection de Kosciuszko (1794) et ses suites
Julian Sierawski est appelé pour la fortification de la ville de Wola située près de Varsovie. Promu au grade de lieutenant du génie, il est chargé de protéger, sous les ordres du général Woyczynski, le passage de la rivière Narew. Remarqué pour sa bravoure, il est envoyé par le général Michał Grabowski à la tête d'un régiment de chasseurs à pied, pour soutenir des partisans contre la cavalerie du général Cycjanow.
À la fin de l'insurrection de Tadeusz Kościuszko, Sierawski est fait prisonnier et conduit à Grodno. Le général russe Paul Tsitsianov, connaissant sa bravoure, lui offre un poste supérieur s'il accepte d'entrer au service de l'armée russe. Sierawski refuse et est cependant renvoyé libre. 
L'armée polonaise se reforme en Valachie, où Sierawski rejoint le général Denisko. Envoyé en reconnaissance sur les bords du Dniester, à la tête de trois cent soixante cavaliers, il met en fuite un escadron de cuirassiers russes. Puis les Polonais se réfugient en Turquie, où Sierawski reçoit du général Denisko une mission à Constantinople. 

### Les légions polonaises (1797-1807)
Apprenant par l'ambassade française que des légions polonaises se forment en Italie, il s'embarque sur un navire de la république de Raguse, qui va être attaqué par des navires barbaresques. Sierawski est emprisonné à Tunis, puis libéré grâce à l'intervention du consul français.
Arrivé à Pesaro, il est nommé par le général Dombrowski commandant de place à Galli, puis adjudant-major de la deuxième légion polonaise. Il prend part à toutes les batailles qui se déroulent en 1797 dans la région de l'Adige. Il est blessé lors du Mantoue. En 1799, le général Kniaziewicz lui confie l'organisation à Paris, des compagnies de grenadiers de la nouvelle légion du Danube.
En 1800 Julian Sierawski se distingue dans les avant-postes à Kehl et à Offenbach. Il participe à la bataille de Francfort-sur-le-Main, ainsi qu'à celle de Hohenlinden le 3 décembre. Le général Moreau le nomme major pour son courage et son sang-froid. Passé par Saltz près de Laufen, il élimine les avant-postes placés à la tête du pont et prend deux étendards au général Ferdinand de Prusse. Près de Salzbourg, il saisit une douzaine de pièces d'artillerie.
En 1801 Sierawski est nommé commandant de la place de Livourne. Envoyé à l'île d'Elbe, il commande sous les ordres du général Watrin l'aile droite de Porto-Ferrajo. Sierawski cerne un corps anglais, lors d'un débarquement de la flotte de Warren et fait 400 prisonniers, dont trente-trois officiers. Quelques jours après, il bat la légion de Condé, qui bloque le fort de Porto Azzurro (anciennement Porto-Longono). Dans son rapport, le général Watrin rend justice aux troupes polonaises.
En 1806, Sierawski combat aux environs de Dantzig, et est nommé colonel d'infanterie polonais et chevalier de l'ordre militaire de Saint-Louis.

### La période duduché de Varsovie(1807-1815)
En 1807, lors du traité de Tilsit, Napoléon rétablit un État polonais, le duché de Varsovie, doté d'une armée sous tutelle de la France. Le 19 janvier 1809, Sierawski est confirmé dans son grade de colonel, à titre français. Il est présent aux batailles de Radzymin le 25 avril et de Gora. Sa conduite lui vaut la croix de chevalier de la Légion d'honneur le 14 juin 1809. Le 26 juin 1809, chargé de défendre Sandomir, il combat l'archiduc Ferdinand d'Autriche, et il est blessé au cours des combats.  
En 1812, pendant la campagne de Russie, il participe au siège de Bobruisk et à la bataille de la Bérézina, aussi dénommée bataille de Borisov du 26 au 29 novembre. Il est promu général de brigade dans les troupes polonaises le 3 février 1813. Durant la campagne de 1813, il participe à la bataille de Gabel et à la bataille de Leipzig du 16 au 19 octobre, au cours de laquelle il est blessé. Il reçoit la croix d'officier de la Légion d'honneur le 28 octobre 1813. Pendant la campagne de France, ses mérites lui valent d'être promu général de brigade à titre français le 15 mars 1814.

### La période du royaume de Pologne (1815-1830)
Au congrès de Vienne (1815), le duché de Varsovie est attribué au tsar désormais aussi roi de Pologne. Celui-ci offre aux officiers polonais de la Grande Armée d'entrer dans la nouvelle armée polonaise. Le général Zayonczek est nommé vice-roi, tandis que le grand-duc Constantin devient commandant en chef de l'armée.
Sierawski est nommé chevalier du grand ordre de Saint-Stanislas et chef du régiment de grenadiers et du régiment de chasseurs. Malgré ces faveurs Sierawski reste méfiant vis-à-vis de la Russie, et le grand duc Constantin le place sous la surveillance. Siarawski offre sa démission en 1818, en demandant son congé et un passeport pour les États-Unis d'Amérique. Alexandre rejette sa demande et le nomme commandant du fort de Modlin, place démolie et abandonnée servant de geôle pour prisonniers d'état.

### L'insurrection de 1830-1831
Le 29 novembre 1830, un groupe d'officiers polonais se soulève à Varsovie et très rapidement le royaume de Pologne entre en insurrection. Au début de la révolution, il propose comme chef de l'armée de l'insurrection, le général Chlopicki, pour son énergie et ses talents militaires. Sierawski reçoit pour mission la défense de la Vistule, de l'embouchure de Pilica à Sandomir. Il forme deux mille soldats et de concert avec le général Dwernicki, il livre la belle bataille de Swiezyny.
Après le départ du corps du général Dwernicki pour la Volhynie, Sierawski est chargé de protéger les rives de la Vistule de l'embouchure de Kamionna à Zawichow. Il détruit tous les ponts commencés par les Russes et repousse tous les détachements isolés qui tentent le passage. L'ennemi est défait à Iganie et deux régiments de volontaires polonais viennent renforcer le corps de Sierawski. 
Par ordre, il passe la Vistule, près de Josefow, s'empare de Kamien et bat l'infanterie russe. Le général russe Kreutz, connaissant sa position, concentre ses troupes et force Sierawski à accepter le combat à Wronow malgré son infériorité numérique. Sierawski se maintient jusqu'à quatre heures de l'après-midi et se voit forcé à la nuit de se retirer dans les montagnes de Kazimierz Dolny ; il garde cette position le lendemain. Violemment attaqué par les forces ennemie, il est forcé d'opérer son passage près de Janowiec et Gołębie, avec des pertes considérables, parmi lesquelles le brave Juliusz Małachowski. Le 29 avril, les Polonais étant attaqués sur tous les points, au lieu de risquer une bataille impossible à gagner, le général Józef Dwernicki cherche refuge en territoire autrichien, où ses troupes sont désarmées par les autorités et éloignées de la frontière.
Sierawski réintègre l'armée polonaise dans le corps du général Ramorino et prend part aux batailles de Międzyrzec Podlaski, d'Opolo et de Józefów. À la fin des hostilités en septembre 1831, il gagne la France, comme plusieurs milliers de ses compatriotes de la Grande Émigration .

### L'exil en France (1831-1849)
En 1835, ses biens dans le royaume de Pologne sont confisqués.
Il participe au retour des cendres de l'Empereur en 1840.
Après sa mort, il est inhumé au cimetière Montmartre.